# Esteban Uroš V
San Esteban Uroš V Nemanjić, Nejaki ("el Débil", en serbio: Stefan Uroš V Nejaki: en serbio cirílico: свети Стефан Урош V - нејаки, 1336-1371), fue emperador de Serbia, primero como cogobernante con su padre Stefan Uroš IV Dušan Nemanjić Silni ("el Poderoso"), entre 1346 y 1355, y después ya como emperador (zar) (1355-1371). Fue el sucesor de su padre en la dinastía Nemanjić. Bajo su mandato se produjo la desintegración del Imperio.

## Biografía
Stefan Uroš V fue el único hijo de Stefan Uroš IV Dušan y Helena de Bulgaria, la hermana del zar Iván Alejandro de Bulgaria. Fue coronado rey como cogobernante de Dušan después de que este se coronara emperador en 1346. Aunque en el momento de su sucesión como emperador y único gobernante en 1355 Stefan Uroš V ya era mayor de edad, seguía teniendo una gran dependencia de su madre y de otros miembros de la Corte.

### Reinado
Incompetente para conservar el gran imperio creado por su padre, Uroš no supo repeler los ataques de enemigos extranjeros, ni la lucha contra la independencia de su propia nobleza. El Imperio serbio de Dušan se fragmentó en un conglomerado de principados, algunos de los cuales ni siquiera reconocían su gobierno. El primer gran reto le fue planteado a Stefan Uroš por su tío Simeón Uroš, que intentó apoderarse del trono en 1356. Derrotado, Simeón Uroš se retiró a Tesalia y Epiro, donde siguió gobernando con el título de "emperador de los romanos y los serbios". Este hecho restó muchas de las conquistas de Dušan en la zona dominada por su hijo. 
La posición de Stefan Uroš no recibió mucha ayuda por parte de su madre, Helena, que comenzó a gobernar de manera autónoma desde Serres, en alianza con Jovan Uglješa. Una postura similar autónoma fue asumida por otras familias, como los Dejanović, los Balšić, Nikola Altomanović y el hermano de Uglješa Vukasin Mrnjavčević. En 1365 este fue asociado al trono por el rey Stefan Uros, que se vio abocado a aceptarlo. Al finalizar su reinado, las únicas tierras bajo control directo de Stefan Uroš eran las existentes entre los Montes Šar y el Danubio.

### Muerte

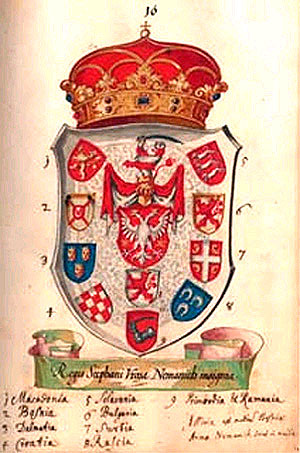
Escudo de armas de Stefan Uroš V.

Stefan Uroš V murió sin hijos, repentinamente, en diciembre de 1371, después de que gran parte de la nobleza serbia hubiera sido aniquilada por el Imperio otomano en la batalla de Maritza a principios de año. El príncipe Marko Mrnjavčević, hijo de Vukasin, heredó el título real de su padre, pero el poder real en el norte de Serbia lo conquistó Lazar Hrebeljanović. Este último no asumió el título imperial o real (asociado a la Casa Nemanjić), y en 1377 aceptó a Tvrtko I de Bosnia (un nieto materno de Stefan Dragutin) como rey titular de Serbia. La propia Serbia se convirtió en vasalla de los otomanos en 1390, pero permaneció efectivamente gobernada por los Lazarević y luego por sus sucesores Branković hasta la caída de Smederevo en 1459.
A raíz de las grandes conquistas de su padre, el emperador Uros se convirtió en víctima de los nuevos nobles en una Serbia enriquecida por las recientes guerras y saqueos. El mantenimiento del orden y los instrumentos del Estado era imposible debido a una infraestructura deficiente o inexistente entre los territorios antiguos y nuevos. El hecho de ser el último miembro de la dinastía Nemanjić, la trágica desintegración de su imperio y la conducta desleal que sufrió por parte de algunos miembros de su gobierno, fueron las razones por las que la Iglesia lo consideró un mártir y fue canonizado 211 años después de su muerte.
Stefan Uroš V fue canonizado por la Iglesia Ortodoxa Serbia. Su cuerpo fue enterrado en el monasterio de Jazak en la montaña Fruška Gora, y posteriormente trasladado a la Saborna Crkva (Catedral de San Miguel) de Belgrado.